# Resolució 2182 del Consell de Seguretat de les Nacions Unides
La Resolució 2182 del Consell de Seguretat de les Nacions Unides fou adoptada el 24 d'octubre de 2014. A causa de la violació dels embargaments d'armes i carbó a Somàlia, el Consell va donar permís als estats membres de l'ONU per inspeccionar els vaixells sospitosos arreu del país. El mandat de l'AMISOM es va estendre al final de novembre de 2015. També es va estendre l'exempció de les forces de seguretat somalis de l'embargament d'armes durant un any.
La resolució fou aprovada per tretze vots a favor i amb les abstencions de Rússia i Jordània. Jordània va mostrar reserves a les inspeccions al mar perquè podien ser arbitràries deixant espai a abusos. Rússia s'havia abstingut perquè diverses disposicions es basaven en passatges infundats en l'informe de l'Observatori de Somàlia-Eritrea. El país també va considerar que s'havien tingut en compte els comentaris dels països àrabs i del Consell de Cooperació del Golf en la redacció de la resolució.

## Contingut
A la fi de 2014, el govern federal de Somàlia havia d'establir administracions, districtes i estats regionals; un pas essencial en el seu programa Visió 2016. Hi ha previstes eleccions al país el 2016.
Encara estaven en vigor un embargament d'armes i de carbó. El comerç de carbó vegetal, però, va continuar sent una important font d'ingressos per al grup terrorista Al-Xabab. El president somali havia demanat suport militar per evitar l'exportació de carbó vegetal i el tràfic d'armes. Per això es va donar permís als Estats membres durant 12 mesos per inspeccionar tots els vaixells davant la costa somali i confiscar tots els béns prohibits.
L'excepció a l'embargament d'armes a les forces de seguretat de Somàlia s'ha estès fins al 30 d'octubre de 2015. El Consell de Seguretat ha d'establir que se n'informés a la Comissió que supervisa l'embargament. La gestió de l'equip militar també va resultar prou eficient i no va funcionar en tots els nivells de govern. A més, estaven decebuts perquè les armes encara no estaven marcades i registrades.
El Grup d'Observadors Somali-Eritrea havia recomanat que es permetés una excepció a l'embargament d'armes per a l'enviament comercial. Se li va demanar que formulés una proposta en consulta amb el govern somali. El mandat del Grup d'Observadors es va ampliar fins al 30 de novembre de 2015.
Es va ampliar el mandat a l'AMISOM fins al 30 de novembre de 2015. Alhora, el Consell va donar la benvinguda a les operacions ofensives conjuntes per part de l'exèrcit somali, que havia reduït dràsticament el territori d'Al-Xabab.